# 文献学
文献学（ぶんけんがく、英語: philology、ドイツ語: Philologie）は、過去の文章、文献、言語を扱う学問である。

## 概要
文献学の歴史は古く、その淵源はホメーロスとするのが一般的である。本格的な文献研究は、ルネサンスを経て近代歴史学において発達した。
やがて諸外国の学史において文献学という用語は、言語作品および文化的に重要な文章を理解するために不可欠な歴史的、文化的な変遷や文学的な側面としての言語を対象とする学問を意味する。すなわち文献学とは特定の言語の重要な歴史、著作物の理解、文法的および修辞的、歴史的研究を指す。いわば言語学は文献学の中で培われた学問である。
歴史言語学という狭い意味での文献学は、19世紀において初めての科学的な言語研究であったが、20世紀初頭には現代的な言語学にその地位を譲った。しかし、ある対象に接近する手掛かりを得ようとする時（初歩的・基礎的な取り組み）において、今もきわめて有効である。

## 諸分野

### 比較言語学
言語間の関係を研究するのが比較言語学である。18世紀にはじめて注目されるようになったサンスクリット語とヨーロッパ系言語の類似性は、インド・ヨーロッパ語族の考え方を生み出した。また過去の言語を解読、理解するために希少言語を研究することも19世紀に始まった。

### 原典考証
複数の写本を元に過去の原典の再現を対象とする学問分野。再現するに当たっての文献的問題は大いに解釈との関連があり、研究者の思想的背景や研究手法の違いなどにより異なった結論が導かれることもある。

### 古代文章の解読
古代の文字の解読を対象とする。古代エジプトやアッシリアの古代文字の解読では、19世紀に著しい成果をあげており、とりわけ1822年のシャンポリオンによるロゼッタ・ストーンの解読以来、多くの試みがなされている。例えば線文字Aと線文字Bは、いずれも地中海文明を知るにあたって重要な文字とされるが、線文字Bはマイケル・ヴェントリスが「古代ギリシア文字として解読した」と発表したが、線文字Aはいまだ解読されていない。

## 受容
日本における文献学は、ドイツに留学した芳賀矢一が、東京帝国大学で講義していたのをもって嚆矢とする。芳賀は「国学者が従来やって来た事業は文献学者の事業にほかならないが、その方法において改善すべきものがあり、その性質において拡張すべきものがある」として、「日本文献学」を提唱した。国学者によって形成された研究の伝統を主軸に、ドイツ文献学の方法において近代化したのである。
その「日本文献学」は、戦後に日本語学と日本文学が独立する傾向を強めていき、遂には近現代の日本語や文芸の研究が、歴史的研究を凌ぐほど盛んに行われている。とりわけ日本文学の界隈においては、昭和の初頭以来、「書誌学」と同じような意味で使われることが多い。これは訳語および原語 philologie に照らすと、曲解もしくは誤用である。もちろん、書物が文学研究の根底を形成する要素である以上、技術的な問題として書誌学に対する一定の理解は必要といえる。